# Kopet-Dag

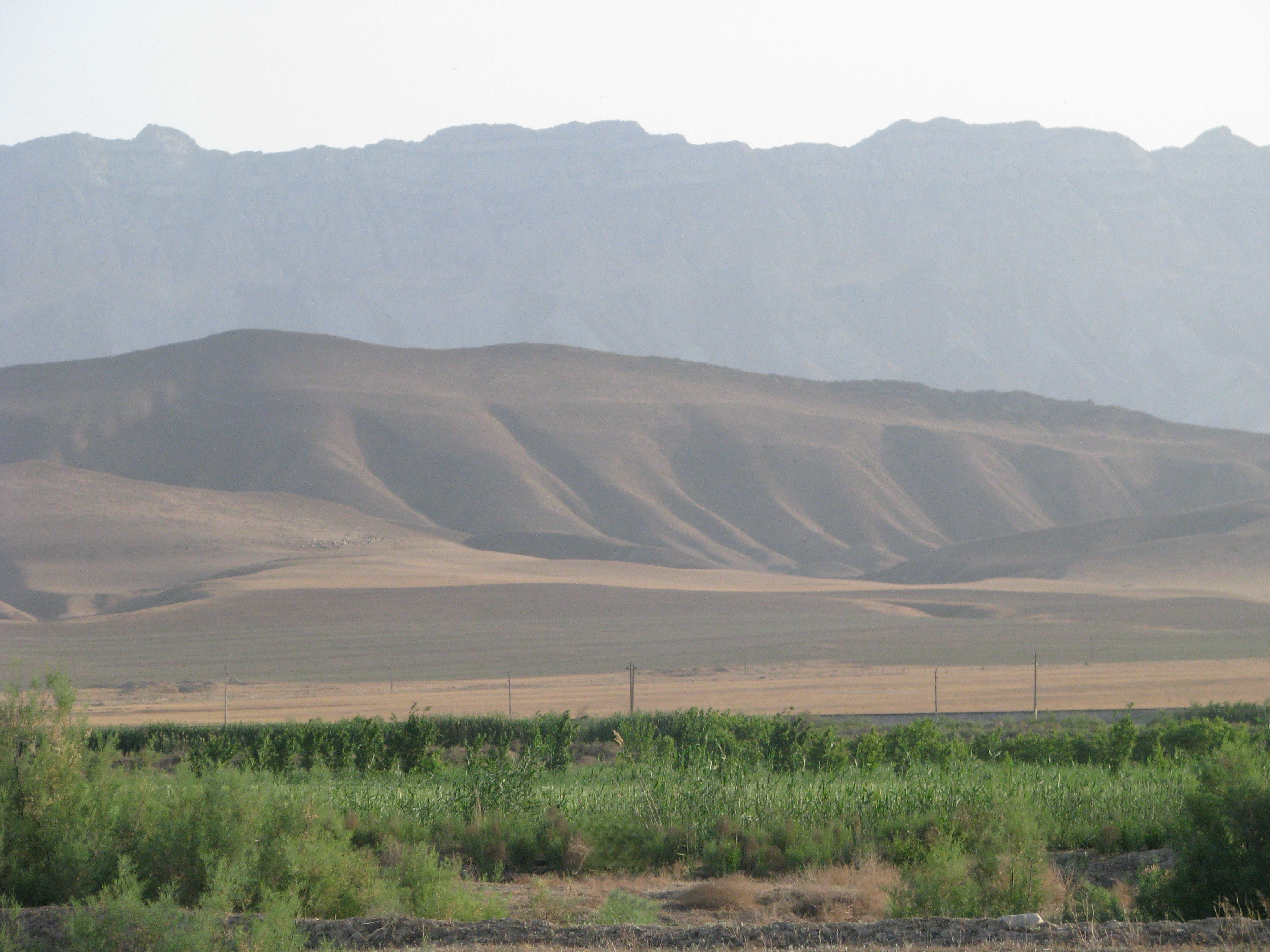
Kopet Dag i provinsen Ahal

Kopet-Dag (med flera stavningsvarianter) är en bergskedja på gränsen mellan Iran och Turkmenistan, ungefär 650 kilomter längs gränsen, öster om Kaspiska havet. Den högsta toppen i Turkmenistan är 2 940 meter, och är belägen sydväst om huvudstaden Asjchabad. Den högsta toppen i Iran är 3 191 meter. På utlöparna nära Asjchabad finns lämningarna av den antika partiska staden Nisa (Nessa).